# Ruschia albida
Ruschia albida är en isörtsväxtart som beskrevs av Klak. Ruschia albida ingår i släktet Ruschia och familjen isörtsväxter. Inga underarter finns listade i Catalogue of Life.